# Le Petit Ami
Le Petit Ami est un roman de Paul Léautaud publié en 1903 aux éditions du Mercure de France.

## Historique
Le Mercure de France l'édite à 1 100 exemplaires en 1903. Les ventes s'avèrent satisfaisantes au début puis ne s'écoulent plus qu'à une moyenne de vingt-cinq exemplaires par an, jusqu'à l'épuisement du tirage en 1922. 
En 1931, après un travail de réécriture par Léautaud, l'ouvrage est mis en souscription en édition de grand luxe à tirage limité dans la Collection Robert Télin à l'Enseigne de l'Amitié à Paris pour les membres du Club des Artistes et Écrivains Bibliophiles mais ne voit jamais le jour. 
Le Petit Ami est de nouveau publié, mais dans la clandestinité, en 1943, par les éditions de La bête noire à Amsterdam en cent exemplaires dont vingt-cinq de luxe, avec un portrait de l'auteur par Marie Laurencin. 
Il est publié depuis 1997 chez L'Imaginaire Gallimard. 

## Résumé
Premier roman et autobiographie, Léautaud parle de ses années de jeunesse, sa vie au milieu des lorettes et ses courtes retrouvailles avec la carissima mater, une femme mythique, proche mais interdite, qui hante le music-hall et la chambre. 